# BioMed Central
BioMed Central (BMC) es una editorial científica británica especializada en publicaciones de acceso abierto.Todos los artículos son sometidos a revisión por pares, el autor mantiene los derechos de copyright, en la actualidad todos los artículos están disponibles en formato pdf. Es un cambio en la forma de financiación, en la que se cobra al autor, en vez de al lector.

## Series BMC
La serie BMC es una colección de varias docenas de revistas de investigación en línea publicadas por BioMed Central. Como todas las demás revistas de BioMed Central, tienen una política de acceso abierto a los artículos de investigación que publican. Entre ellos, cubren todas las áreas temáticas principales dentro de la biología y la medicina. Dos de las revistas, BMC Biology y BMC Medicine , tienen un alcance amplio y tienen como objetivo publicar investigaciones particularmente significativas. Una tercera revista, BMC Research Notes , publica resultados de investigación científicamente válidos que no pueden considerarse como artículos completos de investigación o metodología en todas las disciplinas científicas y clínicas, mientras que BMC Proceedings publica actas de congresos. Las otras revistas se especializan en un área temática en particular. Debido a su licencia gratuita, las imágenes de las revistas de BMC se pueden reutilizar en otros lugares.
- BMC Anesthesiology
- BMC Biochemistry
- BMC Bioinformatics
- BMC Biology
- BMC Biomedical Engineering
- BMC Biophysics
- BMC Biotechnology
- BMC Cancer
- BMC Cardiovascular Disorders
- BMC Chemical Engineering
- BMC Chemistry
- BMC Clinical Pathology
- BMC Complementary Medicine and Therapies
- BMC Dermatology
- BMC Developmental Biology
- BMC Ear, Nose and Throat Disorders
- BMC Ecology
- BMC Emergency Medicine
- BMC Endocrine Disorders
- BMC Energy
- BMC Evolutionary Biology
- BMC Family Practice
- BMC Gastroenterology
- BMC Genetics
- BMC Genomics
- BMC Geriatrics
- BMC Health Services Research
- BMC Hematology
- BMC Immunology
- BMC Infectious Diseases
- BMC International Health and Human Rights
- BMC Materials
- BMC Mechanical Engineering
- BMC Medical Education
- BMC Medical Ethics
- BMC Medical Genetics
- BMC Medical Genomics
- BMC Medical Imaging
- BMC Medical Informatics and Decision Making
- BMC Medical Research Methodology
- BMC Medicine
- BMC Microbiology
- BMC Molecular Biology
- BMC Molecular and Cell Biology
- BMC Musculoskeletal Disorders
- BMC Nephrology
- BMC Neurology
- BMC Neuroscience
- BMC Nursing
- BMC Nutrition
- BMC Obesity
- BMC Ophthalmology
- BMC Oral Health
- BMC Palliative Care
- BMC Pediatrics
- BMC Pharmacology and Toxicology
- BMC Physiology
- BMC Plant Biology
- BMC Pregnancy and Childbirth
- BMC Proceedings
- BMC Psychiatry
- BMC Psychology
- BMC Public Health
- BMC Pulmonary Medicine
- BMC Research Notes
- BMC Rheumatology
- BMC Sports Science, Medicine and Rehabilitation
- BMC Structural Biology
- BMC Surgery
- BMC Systems Biology
- BMC Urology
- BMC Veterinary Research
- BMC Women's Health
- BMC Zoology